# Keith Greene
Keith Greene (5 de janeiro de 1938 – 8 de março de 2021) foi um automobilista britânico nascido na Inglaterra que participou de cinco Grandes Prêmios de Fórmula 1 entre 1959 a 1962.